# 후세인 샤히드 수라와르디
후세인 샤히드 수라와르디(우르두어: حسین شہید سہروردی, 벵골어: হোসেন শহীদ সোহরাওয়ার্দী, 1892년 4월 23일~1963년 12월 15일)는 남아시아의 변호사이자 정치인이었다. 그는 벵골의 총리(1946년~1947년)와 파키스탄의 총리(1956년~1957년)의 직책을 맡았다. 파키스탄에서 수라와르디는 건국 정치가 중 한 명으로 추앙받고 있다. 방글라데시에서 수라와르디는 방글라데시 건국 지도자 셰이크 무지부르 라흐만의 멘토로 기억되고 있다.
수라와르디는 영국령 벵골에서 가장 유명한 이슬람 가문의 후손이었다. 그의 아버지 자히드 수라와르디 경은 벵골 고등법원 판사였다. 수라와르디는 옥스퍼드 대학교에서 법률을 공부했다. 그는 인도로 돌아온 후 캘커타에서 노동조합 지도자로 1920년대 인도 독립 운동에 참여하였다. 그는 처음에 스와라즈당과 관련이 있었다. 그는 전인도 무슬림 연맹에 가입했고 벵골 지방 무슬림 연맹(BPML)의 지도자 중 한 명이 되었다. 수라와르디는 1937년 벵골 입법회의에 선출되었다. 1946년 수라와르디는 BPML을 주도하여 지방 총선에서 결정적으로 승리하였다. 그는 인도의 분할 전까지 벵골의 마지막 총리를 지냈다. 그의 총리직은 벵골 자유국을 만들자는 제안과 대 캘커타 살해를 막지 못한 것으로 유명하다. 무슬림 연맹의 지도자인 무함마드 알리 진나는 독립적인 벵골을 지지했고, 인도 국민회의의 강력한 반대를 받았다. 1947년 벵골 의회는 이 영토를 분할하는 투표를 했다. 수라와르디는 병든 아버지를 간호하고 가족의 재산을 관리하기 위해 잠시 인도에 머물렀다. 그는 결국 파키스탄으로 건너가 카라치(파키스탄 연방 수도)와 다카(동파키스탄 수도)로 시간을 나눴다.
다카에서 수라와르디는 파키스탄 무슬림 연맹의 주요 야당이 된 벵골인이 지배하는 아와미 연맹의 지도자로 부상했다. 1956년 중도좌파인 아와미 연맹은 공화당과 연합정부를 구성해 무슬림 연맹을 해체했다. 수라와르디는 연립정부에서 총리가 되었다. 그는 SEATO와 CENTO에서 파키스탄의 외교를 주도함으로써 미국과 더욱 강력한 유대관계를 맺었다. 그는 또한 공산주의 중국을 방문한 최초의 파키스탄 총리가 되었다. 그의 친미 외교 정책은 동파키스탄의 아와미 연맹을 분열시켰고, 마울라나 바샤니는 탈당 친마오주의 국민 아와미당을 결성했다. 수라와르디의 총리직은 1년 동안 지속되었다. 그의 중앙 내각에는 외무부 장관으로 페로즈 칸 눈 경, 통상부 장관으로 아불 만수르 아흐마드 같은 인물들이 포함되어 있었다. 셰이크 무지부르 라흐만은 수라와르디의 주요 정치적 지지자로 여겨졌다.

## 정치 경력

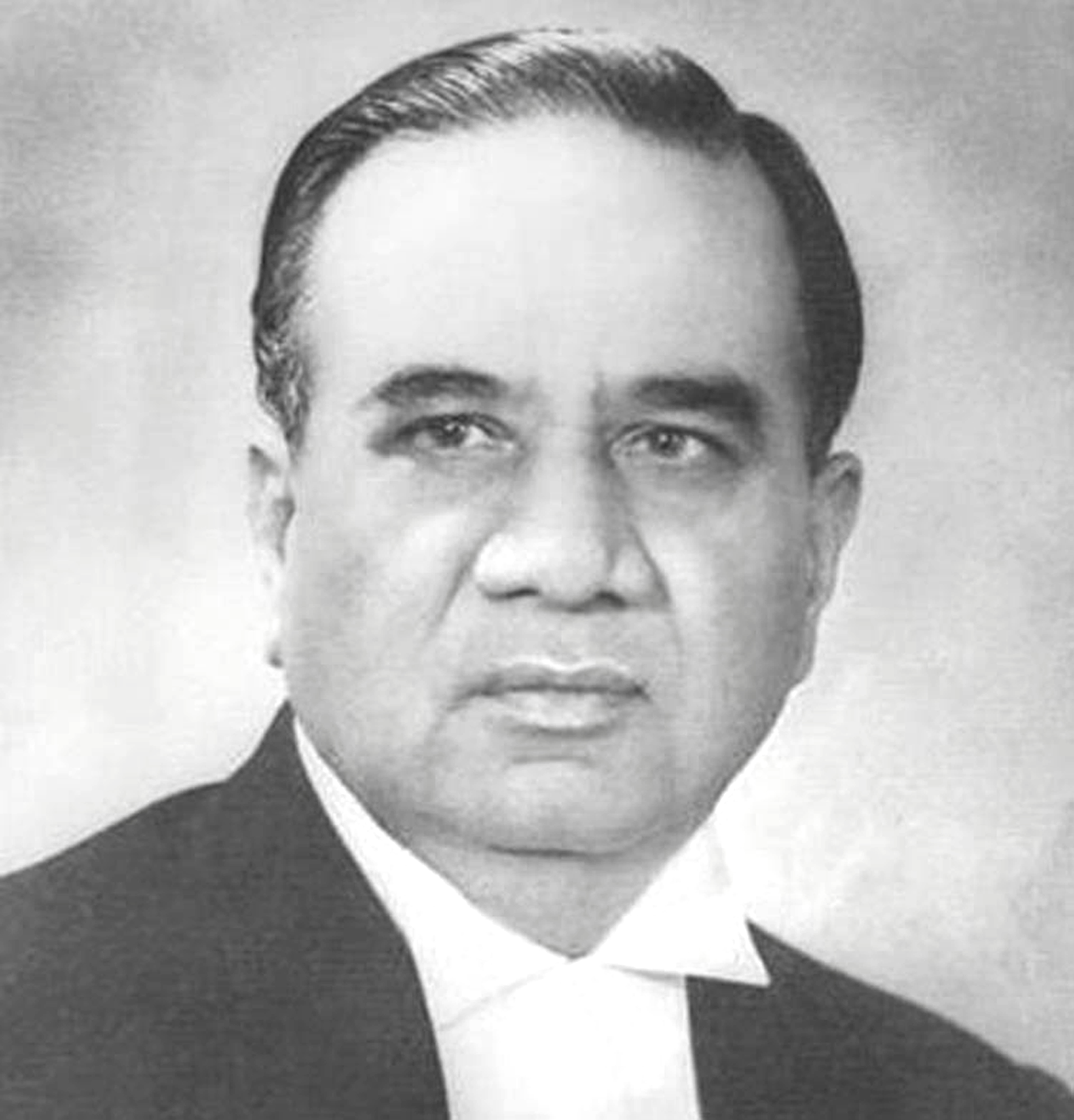
변호사 복장을 한 수라와르디

### 정치 조직가
수라와르디는 벵골의 선구적인 근대 정치 조직가로 인정받았다. 그는 선원, 철도 직원, 주트 및 면화공장 노동자, 인력거꾼, 카트 운전사 및 벵골 이슬람교도들이 지배하는 다른 노동계급 단체들 사이에서 36개의 노동조합을 결성했다.

### 벵골 무슬림 집단
수라와르디는 1920년대 오스만 제국이 해체되고 터키 독립 전쟁이 일어나면서 힐라파트운동, 벵골 무슬림 선거 위원회, 통합 무슬림 당, 독립 무슬림 당을 포함한 몇몇 벵골 무슬림 정치 단체를 결성했다.

### 파키스탄의 법무장관
수라와르디는 1953년 모하마드 알리 보그라 총리의 내각에서 법무장관으로 임명되었다. 그는 파키스탄 헌법의 초안을 작성하는 일을 맡았다.

### 연합 전선
수라와르디의 정치 경력의 하이라이트는 1954년 동벵골 선거에서 무슬림 연맹을 권좌에서 몰아낸 연합 전선 선거운동을 주도한 것이었다.

### 야당 지도자
연방정부 차원에서 수라와르디는 1955년 파키스탄의 국회에서 야당 지도자로 활동했다. 그의 지위는 1954년 동벵골에서의 압승으로 강화되었다.

## 사망
수라와르디는 1963년 레바논 베이루트에서 심장마비로 사망했다. 많은 벵골인들은 그리고 일부는 아직도 그가 아유브 칸의 명령에 의해 죽임을 당했다고 확신하고 있다. 그의 인기가 다가오는 대통령 선거에서 아유브 칸과 강력한 라이벌이 되었을 수도 있기 때문이다. 그는 카와자 나지무딘 경과 아불 카셈 파즐룰 후크 옆에 방글라데시 다카에 안장되어 20세기 초의 3대 벵골 정치가 중 한 명으로서 벵골 정치에서 그의 우뚝한 위상을 보여주었다.

## 같이 보기
- 방글라데시계 파키스탄인